# Dom geodezic

O sferă geodezică alcătuită "doar" din triunghiuri echilaterale

O sferă geodezică alcătuită din pentagoane și hexagoane (care, la rândul lor, pot fi reduse la triunghiuri echilaterale).

Un dom geodezic este o structură aproape sferică, asemănătoare unui poliedru platonic multifațetat, ale cărui elemente sunt reprezentate de o rețea de diferite poligoane care aproximează suprafața unei sfere. Rețeaua se intersectează în numeroase puncte care sunt, în esență, pentagoane regulate, formate din triunghiuri echilaterale plane sau curbilinii, care sunt aproape tangente la suprafața sferei circumscrise sau la cea a celei înscrise. Aceste puncte preiau greutatea ansamblului redistribuind-o omogen întregii structuri.  Când structura este foarte aproape de a constitui o sferă, domul geodezic devine o sferă geodezică.
Modalitatea tipică de proiectare a unui dom geodezic se bazează pe alegerea unui poliedru platonic, așa cum este icosaedrul, care se înscrie într-o sferă, după care se acoperă fiecare triunghi plan al poliedruului cu o rețea de triunghiuri mai mici, care sunt ulterior proiectate pe o sferă devenind triunghiuri sferice.
Picioarele tuturor perpendicularelor proiecțiilor triunghiurilor vor fi punctele de pe sferă corespunzând triunghiurilor sferice formate pe aceasta.  Dacă operație este executată cu precizie, indiferent cât de mici sunt triunghiurile, va rezulta o diferență între fiecare dintre laturile triunghiurilor plane și ale celor curbilinii. Pentru a minimaliza diferența dintre laturile geodezice ale triunghiurilor sferice și ale celor plane se folosesc diferite tipuri de simplificări. Rezultatul este un compromis care constă dintr-o rețea de triunghiuri care se găsesc pe suprafața unei sfere, dar care nu sunt sferice. În final, laturile triunghiurilor sferice aproximate la segmente de dreaptă vor forma rețeaua geodezică a domului preluând și distribuind uniform masa structurii.